# George Hester
George Hester, född 20 augusti 1902, död 8 december 1951, var en friidrottare från Kanada. Han deltog vid olympiska sommarspelen 1924 och olympiska sommarspelen 1928.